# Heinrich Dübi
Heinrich Albert Dübi (* 25. November 1848 in Bern; † 23. Januar 1942 ebenda) war ein Schweizer Philologe und Alpinist.
Dübi studierte alte Sprachen und Geschichte und promovierte 1872 an der Universität Bern zum Dr. phil. Er schrieb seine lateinisch abgefasste Dissertation über den römischen Geschichtsschreiber Sallust: De Catilinae Sallustiani, Fontibus AC Fide. Er arbeitete als Schul- und Gymnasiallehrer und wurde 1873 Lehrbeauftragter für Klassische Philologie und Alte Geschichte an derselben Universität. Ab 1888 war Dübi Burger von Bern und Mitglied der Gesellschaft zu Mittellöwen.
Dübi wirkte bei der Erschliessung der Berner und der Walliser Alpen mit. Von 1891 bis 1923 war er Redaktor des Jahrbuchs des Schweizer Alpen-Clubs (SAC) und von 1882 bis 1904 der Präsident der Sektion Bern des SAC. Er gründete das Alpine Museum der Schweiz. Von 1920 bis 1938 war er Präsident des Historischen Vereins des Kantons Bern.
Sein Nachlass befindet sich in der Burgerbibliothek Bern.